# César de Bus
Cezary de Bus (ur. 3 lutego 1544 w Cavaillon, zm. 15 kwietnia 1607 w Awinionie) – francuski święty Kościoła katolickiego.

## Życiorys
Cezary de Bus urodził się 3 lutego 1544 roku jako siódme z trzynaściorga dzieci swoich rodziców. W wieku 18 lat wstąpił do armii królewskiej i wziął udział w wojnie przeciwko hugenotom. W 1582 roku otrzymał święcenia kapłańskie. 29 września 1592 roku założył zgromadzenie Ojców Doktryny Chrześcijańskiej. Zmarł 15 kwietnia 1607 roku. Został beatyfikowany przez papieża Pawła VI w dniu 27 kwietnia 1975 roku.
26 maja 2020 podpisano dekret przez papieża Franciszka uznający cud za wstawiennictwem błogosławionego, co otwiera drogę do jego kanonizacji. Data uroczystości miała zostać ogłoszona na konsystorzu, który odbył się 3 maja 2021, lecz zostanie ogłoszona w innym terminie. 9 listopada 2021 Stolica Apostolska podała informacje o terminie uroczystości, podczas której nastąpi kanonizacja Césara de Bus i sześciu innych błogosławionych.
15 maja 2022, podczas uroczystej mszy św. na placu świętego Piotra, papież Franciszek dokonał pierwszej od czasu pandemii COVID-19 i pierwszej od października 2019 kanonizacji: bł. Césara de Busa i dziewięciu innych błogosławionych, wpisując go w poczet świętych Kościoła katolickiego.